# Non mi fido
Non mi fido è un singolo del rapper italiano Side Baby, del gruppo musicale italiano Psicologi e del DJ producer Mace, pubblicato il 12 dicembre 2019.

## Tracce
1. Non mi fido – 3:13